# M'daourouch
M'daourouch (în arabă مداوروش) este o comună din provincia Souk Ahras, Algeria.
Populația comunei este de 41.243 de locuitori (2008).